# 孟庄遗址
孟庄遗址位于中国河南省辉县市孟庄镇孟庄村，是一处新石器时代遗址，被评为1994年度“全国十大考古新发现”之一，1986年被列为河南省文物保护单位，2001年被列为第五批全国重点文物保护单位。
孟庄遗址总面积约30万平方米，1992～1995年河南省文物考古研究所、新乡地区文管会及辉县市文保所对其进行了考古发掘，发掘面积达5000平方米。在该遗址发现有裴李岗文化、仰韶文化、龙山文化、二里头文化、二里岗文化、商代晚期、西周及东周等多个历史时期的文化遗存。龙山、二里头、商代三个时期的城址为最重要的发现。